# Nectophrynoides vestergaardi
Nectophrynoides vestergaardi là một loài cóc thuộc họ Bufonidae.
Đây là loài đặc hữu của Tanzania.
Môi trường sống tự nhiên của chúng là vùng núi ẩm nhiệt đới hoặc cận nhiệt đới.
Chúng hiện đang bị đe dọa vì mất nơi sống.